# Alternative
「Alternative」（オルタネイティブ）は、Annabelの楽曲。Annabel自身が作詞、myuが作曲を手掛けた。Annabelの7枚目のシングルとして2013年8月7日にLantisから発売された。B面（2曲目）のタイトルは「青に融ける」（あおにとける）。

## 概要
Annabelのシングルとしては前作「スモルワールドロップ」から3か月ぶりのリリースとなる。
本曲は、テレビアニメ『ローゼンメイデン』（新アニメ）のエンディングテーマに起用された。タイトルの「Alternative」は「まかなかった世界」の存在を知ったAnnabel自身の衝撃から付けられている。
myuとの話し合いでは自身の世界観にローゼンメイデンのそれを融合して制作することを決めたという。そのため前作まで行われていたギターの生演奏を廃し、ストリングス以外をデジタル化して無機質な世界を表現したという。ちなみにストリングスは心の揺らぎを表している。作詞時は特定のキャラクターをピックアップして儚さを表現したかったためボーカルを楽器の1つとして意識したという。レコーディングでは23人のストリングス演奏者を含めた一斉録音のため、1人のミスが参加ミュージシャン全体にも及んだという。
PVでのAnnabel自身のセリフが挿入された箇所はスーパースローカメラを用いて撮影された。
シングルは、初回限定盤（LACM-34126）と通常盤（LACM-14126）の2種リリースで、初回限定盤には本曲のPVを収めたDVDが同梱されている。
シングルの2曲目「青に融ける」は、制作前にプロデューサーから送られたメールに書かれた「アッパー、7拍子、ライヒ、ダンス」という単語の羅列を組み立てる形で制作された。内容的には表題曲同様アニメの世界観に基づいたものになっている。

## 収録曲
| 全作詞: Annabel、全作曲・編曲: myu。 |                                                                                 |         |            |      |
| #                                    | タイトル                                                                        | 作詞    | 作曲・編曲 | 時間 |
| 1.                                   | 「Alternative」(テレビアニメ『ローゼンメイデン』（新アニメ）エンディングテーマ) | Annabel | myu        | 5:21 |
| 2.                                   | 「青に融ける」                                                                  | Annabel | myu        | 4:28 |
| 3.                                   | 「Alternative（Instrumental）」                                                 | Annabel | myu        |      |
| 4.                                   | 「青に融ける（Instrumental）」                                                  | Annabel | myu        |      |
| 合計時間:                            | 合計時間:                                                                       | 19:35   |            |      |

| #  | タイトル                     | 作詞 | 作曲・編曲 |
| -- | ---------------------------- | ---- | ---------- |
| 1. | 「Alternative -Music Clip-」 |      |            |